# تام فیرفول
تام فیرفول (انگلیسی: Tom Fairfoul; ۱۶ ژانویهٔ ۱۸۸۱ – ۱۹۵۲ (۷۰−۷۱ سال)) بازیکن فوتبال اهل اسکاتلند بود.

## باشگاهی
از باشگاه‌هایی که در آن بازی کرده‌است می‌توان به باشگاه فوتبال کیلمارنوک و باشگاه فوتبال لیورپول اشاره کرد.

## تیم ملی
وی همچنین در تیم ملی فوتبال اسکاتلند بازی کرده‌است.